# Salpuri

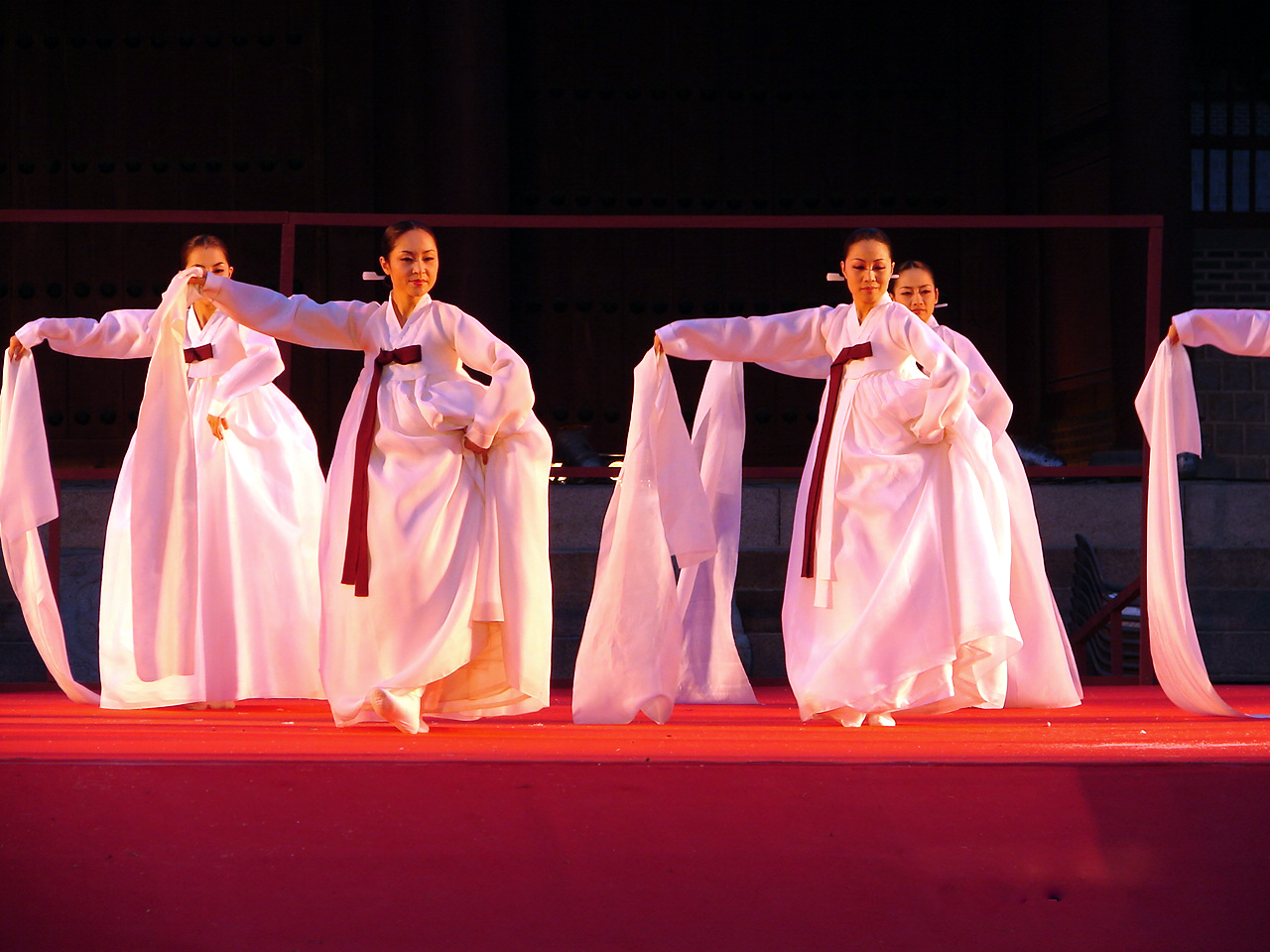
Salpuri au Hi! Seoul Festival en 2008

Salpuri (살풀이)  est une danse folklorique coréenne dont le nom signifie littéralement « chasser les mauvais esprits »
Cette danse et sa musique sont très codifiés et apparentés aux rituels chamaniques. L'ensemble musical accompagnant la danse est appelé sinawi.